# Траунштейнера сферическая
Траунштейнера сферическая (лат. Traunsteinera sphaerica) — вид травянистых растений рода Траунштейнера (Traunsteinera) семейства Орхидные (Orchidaceae).

## Распространение
Субальпийские и альпийские луга, влажные лесные луговины у верхней границы леса, до 2500 м над уровнем моря. 
Кавказ (Россия: Большой Кавказ, Западное Закавказье; Абхазия: Западное Закавказье; Грузия: Западное, Центральное и Южное Закавказье; Армения: Южное Закавказье; Азербайджан: Восточное Закавказье).

## Ботаническое описание
Стебель (15) 25—55 (65) см высотой. Листья продолговато-ланцетные, (5) 8—13 (16) см длиной, (1) 1,5—2,5 (3) см шириной.
Соцветие коротко-цилиндрическое, почти головчатое, (1,5) 2—4,5 (5) см длиной, 1,7—3,2 см в диаметре. Прицветники узколанцетные, клиновидные, равные завязи или немного короче её, зеленые. Цветки белые (у сухих экземпляров бледно-желтоватые), лопасти губы к верхушке с пурпурными крапинками. Листочки наружного круга околоцветника (5) 6—7 (8) мм длиной, 1,2—1,6 мм шириной, на верхушке с лопатчатым расширением 0,9—1,2 мм шириной, часто с 3 жилками. Листочки внутреннего круга околоцветника при основании более или менее неравнобокие, заостренные, на верхушке также лопатчато расширенные, с 3—5 жилками, (4.5) 5—6 (7) мм длиной, (1,5) 2—2,5 (3,5) мм шириной. Губа 6—7 мм длиной, (4) 4,5—6 (7) мм шириной. Боковые доли губы ромбические, иногда по краю неясно зубчатые, (0,9) 1,2—2 (2,2) мм длиной. Средняя доля продолговатая, (1,8) 2,2—3 (3,7) мм длиной, на верхушке клиновидно оттянутая в лопасть 1—1.25 мм длиной. Шпорец 3—5 мм длиной, 0,6—0,7 мм шириной.
Цветение в мае—августе; плодоношение в июле—сентябре.

## Охрана
Вид внесён в Красные книги России, Республики Южная Осетия и некоторых субъектов России: республики Адыгея, Дагестан, Кабардино-Балкарская, Карачаево-Черкесская, Чеченская республики, Краснодарский и Ставропольский края.